# Shure Demise
Pour les articles homonymes, voir Shure (homonymie).
Shure Demise, née le 21 janvier 1996 est une athlète éthiopienne spécialiste de la course de fond et du marathon. En 2015 , elle participe au marathon de Boston et termine en 8e position, et remporte la même année le marathon de Toronto par des températures exceptionnellement froides (4°C au départ) avec un temps de 2:23:37,.
Elle participe au marathon lors des championnats du monde d'athlétisme 2017 et termine en 5e position.